# Secretaría de Infraestructura, Comunicaciones y Transportes
La Secretaría de Infraestructura, Comunicaciones y Transportes (SICT) es una de las veintiún secretarías de Estado que, junto con la Consejería Jurídica del Ejecutivo Federal y la Agencia de Transformación Digital y Telecomunicaciones, conforman el gabinete legal del presidente de México. Es el despacho del poder ejecutivo federal con funciones de ministerio en las atribuciones ya mencionadas en su denominación.
Es la encargada de diseñar, planear, ejecutar y coordinar las políticas públicas en materia de medios de comunicación, movilidad y los elementos estructurales para el correcto funcionamiento de ambos. Lo anterior incluye elaborar los programas para el desarrollo del transporte de bienes, servicios y pasajeros, no obstante en el caso de las vías marítimas, ríos y lagos, deberá coordinarse con la Secretaría de Marina; conducir las estrategias gubernamentales en las áreas de telecomunicación y radiodifusión; operar Telecomm-Telégrafos, Correos de México, Aeropuertos y Servicios Auxiliares y Caminos y Puentes Federales; otorgar, vigilar, renovar o retirar concesiones para la operación de medios de comunicación y transportes (aeropuertos, carreteras, vías férreas, etcétera); dirigir la construcción de infraestructura pública para comunicaciones y transportes, y regular las características profesionales del personal que opere las vías generales de comunicación y transporte.

## Logotipos

Logo de la secretaría durante la presidencia de Felipe Calderón (2006-2012)
Logo de la secretaría durante la presidencia de Enrique Peña Nieto (2012-2018)
Anterior logo previo a modificaciones en nombre de la dependencia
Logo de la secretaría durante la presidencia de Andrés Manuel López Obrador (2018-2024)
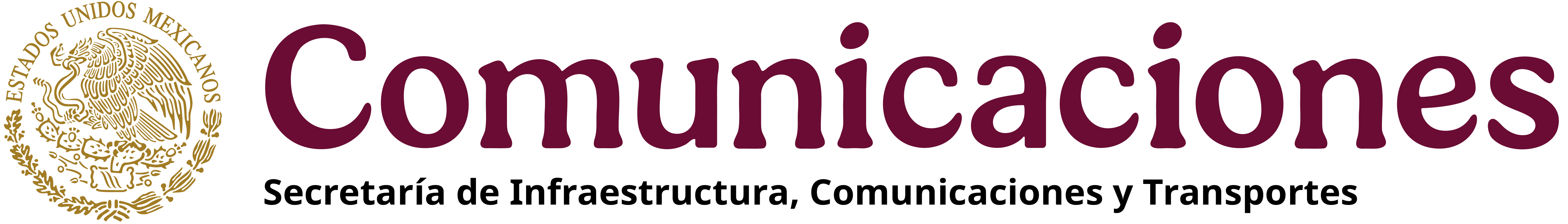
Logo de la secretaría durante la presidencia de Claudia Sheinbaum (desde 2024)

## Historia

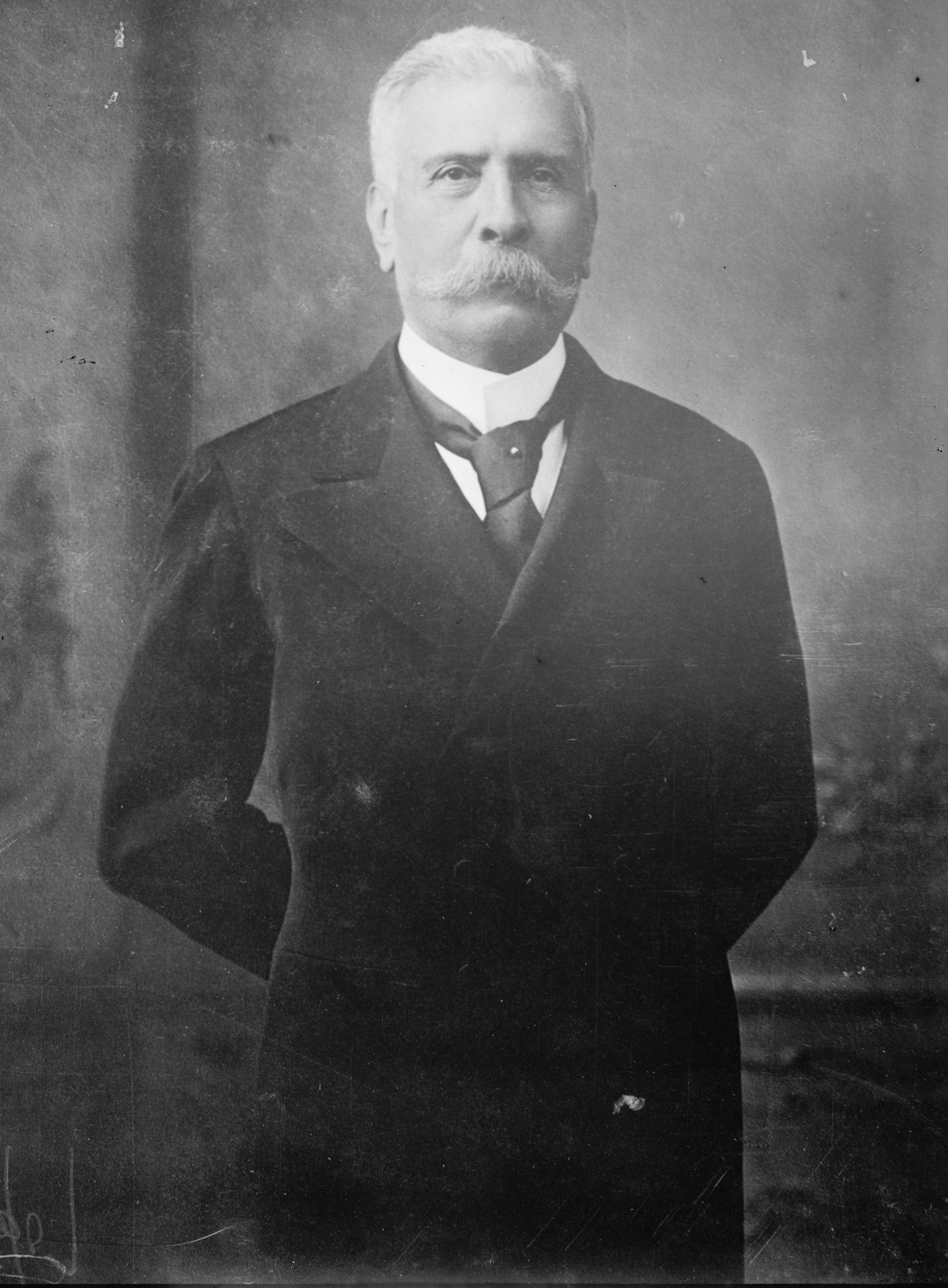
Díaz fundó la secretaría como su predecesora en 1891.

Durante el Porfiriato se realizaron diversos cambios en la organización del gabinete presidencial. El 13 de mayo de 1891 Porfirio Díaz decretó la creación de la Secretaría de Comunicaciones y Obras Públicas, la séptima secretaría de Estado por orden de creación. Su primer secretario fue Manuel González de Cosío. Aquellas atribuciones, que originalmente estaban concentradas en la Secretaría de Fomento —actualmente la Secretaría de Economía—, fueron trasladadas al nuevo órgano y quedaron explícitas con su publicación en el Diario Oficial de la Federación:

Corresponden á esta secretaría:
- Correos internos.
- Vías marítimas de comunicación ó vaporescorreo. Unión Postal Universal.
- Telégrafos.
- Teléfonos.
- Ferrocarriles.
- Obras en los puertos.
- Faros.
- Monumentos públicos y obras de utilidad y ornato.
- Carreteras, calzadas, puertos, ríos, puentes, lagos y canales.
- Consejería y obras en el Palacio Nacional y de Chapultepec.
- Desagüe del Valle de México.

Pasarían casi setenta años para que ocurriera alguna reforma que involucrara a la secretaría, concretamente durante la administración de Adolfo López Mateos que como parte de una política para enfatizar el producto de un mejoramiento presupuestal para de la administración pública se permitió la creación de una nueva secretaría: el 1 de diciembre de 1958 se cambió al nombre que ostentó durante sesenta y tres años, la Secretaría de Comunicaciones y Transportes (SCT), que ostentó hasta el 19 de octubre de 2021. Dicho cambio de nombre reflejó la escisión de sus atribuciones en infraestructura pública y pasó únicamente a encargarse de las vías de comunicación y de las telecomunicaciones para darle paso a la Secretaría Obras Públicas —actualmente la Secretaría de Bienestar, no obstante, hoy se encarga de promover en general el bienestar social, intenciones totalmente diferentes al su primer antecesor—.
El 29 de diciembre de 1976 durante el gobierno de José López Portillo se decretó la Ley Orgánica de la Administración Pública Federal vigente hasta la actualidad; el cambio más importante es que la Secretaría de Obras Públicas, donde se había depositado las funciones de la infraestructura pública, cambió de nombre a Secretaría de Asentamientos Humanos y Obras Públicas (SAHOP) para hacer un hincapié que le correspondía también funciones en materia de planeación urbana; sería en el sexenio de Miguel de la Madrid cuando se profundizó en un modelo organizativo novedoso y dicha secretaría sería renombrada una vez más a Secretaría de Desarrollo Urbano y Ecología por un traslado en materia de medio ambiente.

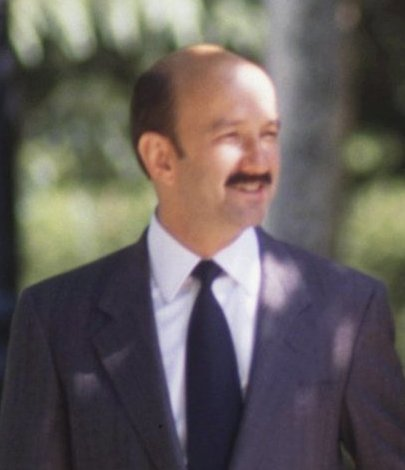
Salinas de Gortari le dio sus atribuciones actuales en 1998.

Ya se habían separado perfectamente las funciones de las vías de comunicación y del resto de la infraestructura pública, no obstante, durante la presidencia de Carlos Salinas de Gortari en 1998 cuando la Secretaría de Desarrollo Humano y Ecología volvió a cambiar de atribuciones para convertirse en la Secretaría de Desarrollo Social (SEDESOL), por lo que la materia de infraestructura urbana volvió a regresar a la Secretaría de Comunicaciones y Transportes tal y como la original en tiempos de Díaz, pero no volvió a cambiar de nombre: se convirtió de nuevo en un ministerio de infraestructura y transportes —incluidas, entre ellas, las cuatro tipos de vías de comunicación: carreteras, puertos, aeropuertos y ferrocarril—.
El 24 de febrero de 2021 la Cámara de Diputados recibió una propuesta del presidente Andrés Manuel López Obrador de cambiar el nombre a la Secretaría de Infraestructura, Comunicaciones y Transportes (SICT) enviada por él mismo diez días atrás. El 25 de marzo en dicha cámara se votó la propuesta; los diputados de Morena aclararon que lo único que querían era «identificar desde el propio nombre de la Secretaría, los tres rubros principales de su competencia: infraestructura, comunicaciones y transportes»; se aprobó la reforma con cuatrocientos cincuenta y un votos a favor para girarla a la Cámara de Senadores. El 7 de septiembre ahora en el Senado donde la encargada de la senadora encargada de la presentación, Mónica Fernández Balboa, volvió a aclarar que no se significaba un cambio de atribuciones que no poseyera ya y que mucho menos traería un cambio en el presupuesto ya acordado para el año siguiente; se aceptó con  cien votos a favor y una abstención. Se publicó en el Diario Oficial de la Federación (DOF) el 20 de octubre de 2021, y el mismo día se reformó su nombre en los artículos que la mencionan de la Ley Orgánica de la Administración Pública Federal.

## Funciones
De acuerdo al artículo 36 de la Ley Orgánica de la Administración Pública Federal le corresponde el despacho de las siguientes funciones:
- Formular y conducir las políticas y programas para el desarrollo del transporte y las comunicaciones de acuerdo a las necesidades del país.
- Regular, inspeccionar y vigilar los servicios públicos de correos, telégrafos y sus servicios diversos; conducir la administración de los servicios federales de comunicaciones eléctricas y electrónicas y su enlace con los servicios similares públicos concesionados con los servicios privados de teléfonos, telégrafos e cámbricos y con los estatales y extranjeros; así como del servicio público de procesamiento remoto de datos.
- Otorgar concesiones y permisos previa opinión de la Secretaría de Gobernación, para establecer y explotar sistemas y servicios telegráficos, telefónicos, sistemas y servicios de comunicación inalámbrica por telecomunicaciones y satélites, de servicio público de procesamiento remoto de datos, estaciones radio experimentales, culturales y de aficionados y estaciones de radiodifusión comerciales y culturales; así como vigilar el aspecto técnico del funcionamiento de tales sistemas, servicios y estaciones.
- Regular y vigilar la administración de los aeropuertos nacionales, conceder permisos para la construcción de aeropuertos particulares y vigilar su operación.
- Construir las vías férreas, patios y terminales de carácter federal para el establecimiento y explotación de ferrocarriles, y la vigilancia técnica de su funcionamiento y operación.
- Otorgar concesiones, asignaciones, y permisos para la explotación de servicios de autotransportes en las carreteras federales y vigilar técnicamente su funcionamiento y operación, así como el cumplimiento de las disposiciones legales respectivas.
- Construir, reconstruir y conservar las obras marítimas, portuarias y de dragado, instalar el señalamiento marítimo y proporcionar los servicios de información y seguridad para la navegación marítima.
- Construir y conservar los caminos y puentes federales, incluso los internacionales; así como las estaciones y centrales de autotransporte federal.
- Construir aeropuertos federales y cooperar con los gobiernos de los estados y las autoridades municipales, en la construcción y conservación de obras de ese género.
- Regular la construcción de obras públicas en la república.
- Planificar, regular y vigilar la administración y operación del sistema ferroviario.

## Organigrama
Para llevar a cabo dichas funciones, la Secretaría de Comunicaciones y Transportes cuenta con las siguientes unidades:
- Oficina del Secretario de Comunicaciones y Transportes
  - Dirección general de Vinculación
  - Unidad de Asuntos Jurídicos
  - Dirección general de Comunicación Social
  - Dirección general de Planeación
  - Dirección general de Evaluación
  - Coordinación de la Sociedad de la Información y el Conocimiento
- Subsecretaría de Comunicaciones
  - Dirección general de Sistemas de Radio y Televisión
  - Dirección general de Política de Telecomunicaciones y de Radiodifusión
  - Unidad de la Red Federal
- Coordinación General  de Puertos y Marina Mercante
  - Dirección general de Puertos
  - Dirección general de Marina Mercante
  - Dirección general de Fomento y Administración Portuaria
- Coordinación General de Centros
- Subsecretaría de Transporte
  - Agencia Federal de Aviación Civil
  - Dirección general de Transporte Ferroviario y Multimodal
  - Dirección General de Autotransporte Federal
  - Dirección general de Protección y Medicina Preventiva en el Transporte
- Subsecretaría de Infraestructura
  - Unidad de la Infraestructura Carretera para el Desarrollo Regional
  - Dirección general de Carreteras
  - Dirección general de Conservación de Carreteras
  - Dirección general de Servicios Técnicos
  - Dirección general de Desarrollo Carretero
- Oficialía Mayor
  - Dirección general de Programación, Organización y Presupuesto
  - Dirección general de Recursos Humanos
  - Dirección general de Recursos Materiales
  - Unidad de Tecnologías de la Información y Comunicaciones

### Órganos desconcentrados y entidades
- Aeropuertos y Servicios Auxiliares
- Caminos y Puentes Federales
- Fideicomiso de Formación y Capacitación para el personal de la Marina Mercante Nacional
- Instituto Mexicano del Transporte
- Servicios a la Navegación en el Espacio Aéreo Mexicano
- Ferrocarril del Istmo de Tehuantepec, S.A. de C.V. (Grupo México Transportes (GMxT))
- Sistema Metropolitano del Transporte

### Puertos
- Administración Portuaria Integral de Ensenada, S.A de C.V.
- Administración Portuaria Integral de Guaymas, S.A de C.V.
- Administración Portuaria Integral de Topolobampo, S.A de C.V.
- Administración Portuaria Integral de Mazatlán, S.A de C.V.
- Administración Portuaria Integral de Puerto Vallarta, S.A de C.V.
- Administración Portuaria Integral de Manzanillo, S.A de C.V.
- Administración Portuaria Integral de Lázaro Cárdenas, S.A de C.V.
- Administración Portuaria Integral de Salina Cruz, S.A. de C.V.
- Administración Portuaria Integral de Puerto Madero, S.A. de C.V.
- Administración Portuaria Integral de Altamira, S.A. de C.V.
- Administración Portuaria Integral de Tampico, S.A. de C.V.
- Administración Portuaria Integral de Tuxpan, S.A. de C.V.
- Administración Portuaria Integral de Veracruz, S.A. de C.V.
- Administración Portuaria Integral de Coatzacoalcos, S.A. de C.V.
- Administración Portuaria Integral de Dos Bocas, S.A. de C.V.
- Administración Portuaria Integral de Progreso, S.A. de C. V.

## Lista de secretarios

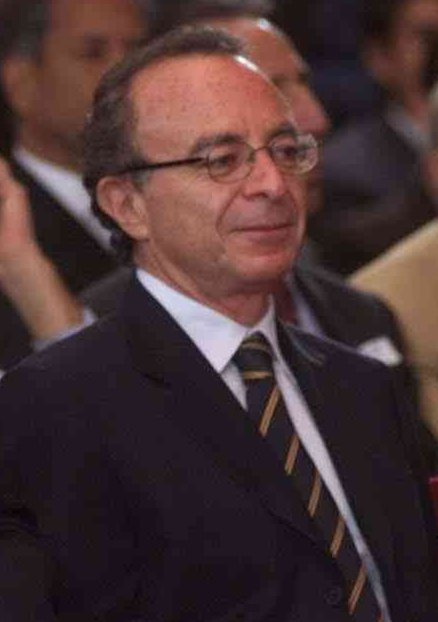
Guillermo Ortiz Martínez, 1994.

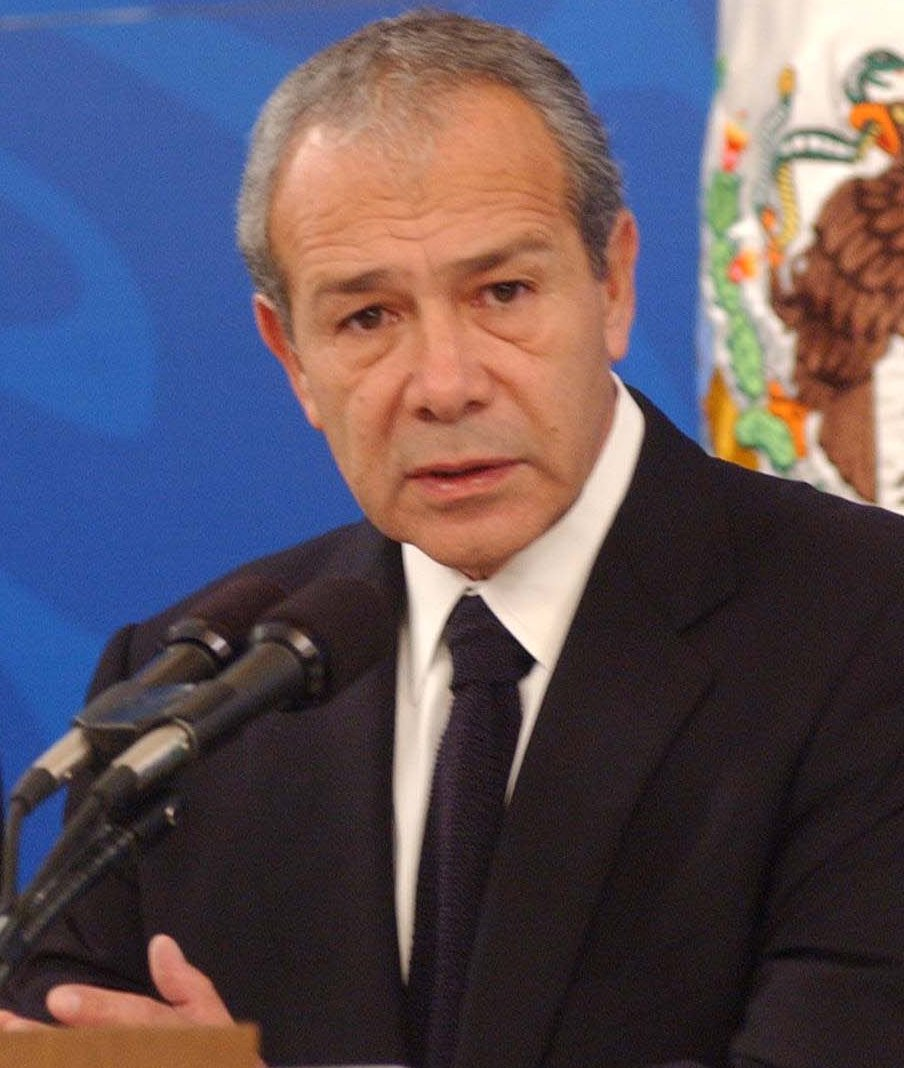
Pedro Cerisola y Weber, 2000-2006.

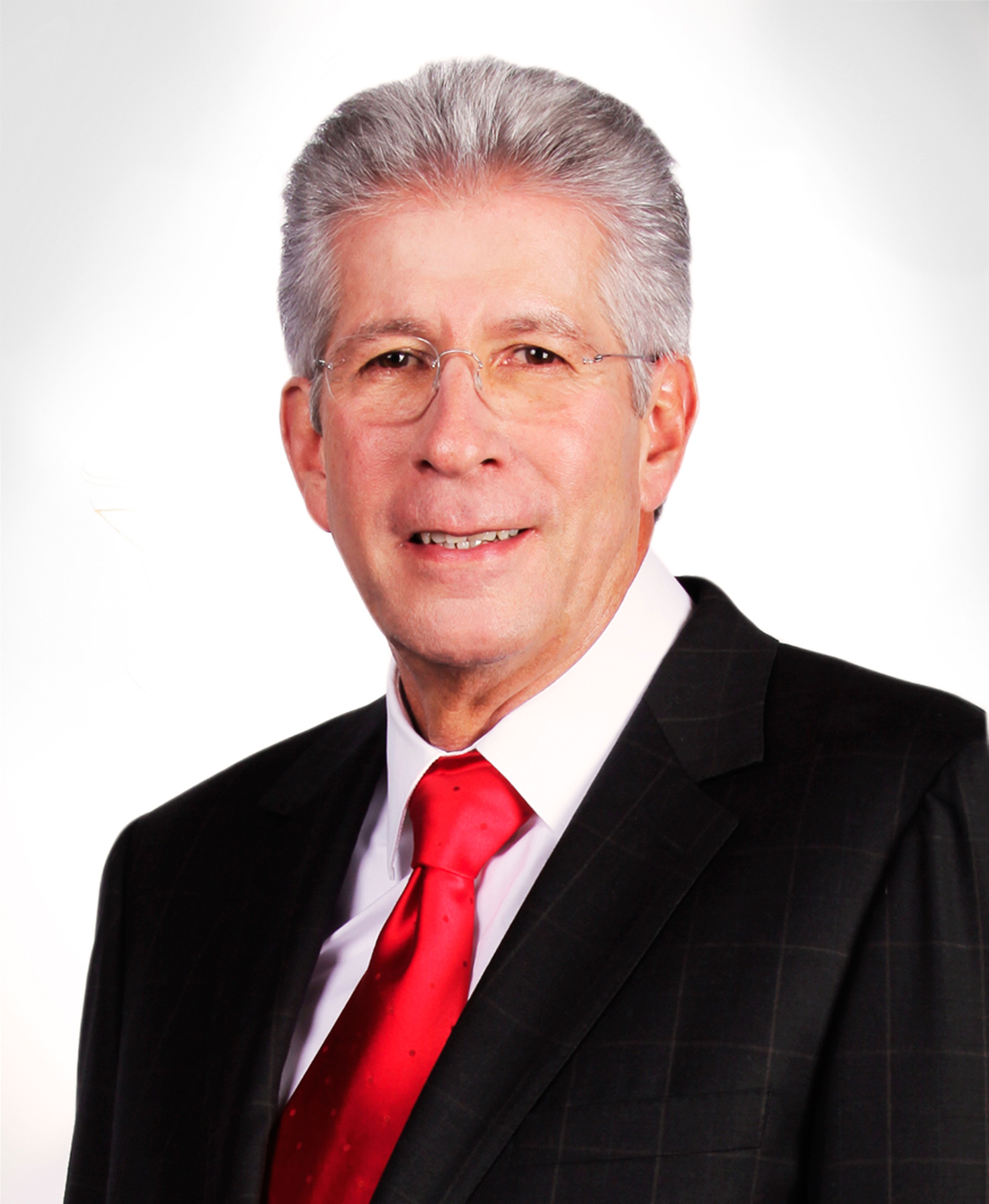
Gerardo Ruiz Esparza, 2012-2018.

### Secretaría de Comunicaciones
- Gobierno de Venustiano Carranza (1917-1920)
  - (1917-1920): Manuel Rodríguez Gutiérrez

- Gobierno de Adolfo de la Huerta (1920)
  - (1920): Pascual Ortiz Rubio

### Secretaría de Comunicaciones y Obras Públicas
- Gobierno de Álvaro Obregón (1920-1924)
  - (1920-1921): Pascual Ortiz Rubio
  - (1921-1924): Amado Aguirre Santiago

- Gobierno de Plutarco Elías Calles (1924-1928)
  - (1924-1925): Adalberto Tejeda Olivares
  - (1925-1926): Eduardo Ortiz
  - (1926-1928): Ramón Ross

- Gobierno de Emilio Portes Gil (1928-1930)
  - (1928-1930): Javier Sánchez Mejorada

- Gobierno de Pascual Ortiz Rubio (1930-1932)
  - (1930-1931): Juan Andreu Almazán
  - (1931-1932): Gustavo P. Serrano

- Gobierno de Abelardo L. Rodríguez (1932-1934)
  - (1932-1934): Miguel M. Acosta Guajardo

- Gobierno de Lázaro Cárdenas (1934-1940)
  - (1934-1935): Rodolfo Elías Calles
  - (1935-1939): Francisco J. Múgica
  - (1939-1940): Melquiades Angulo

- Gobierno de Manuel Ávila Camacho (1940-1946)
  - (1940-1941): Jesús de la Garza
  - (1941-1945): Maximino Ávila Camacho
  - (1945-1946): Pedro Martínez Tornel

- Gobierno de Miguel Alemán Valdés (1946-1952)
  - (1946-1952): Agustín García López

- Gobierno de Adolfo Ruiz Cortines (1952-1958)
  - (1952-1955): Carlos Lazo Barreiro
  - (1955-1958): Walter Cross Buchanan

### Secretaría de Comunicaciones y Transportes
- Gobierno de Adolfo López Mateos (1958-1964)
  - (1958-1964): Walter Cross Buchanan

- Gobierno de Gustavo Díaz Ordaz (1964-1970)
  - (1964-1970): José Antonio Padilla Segura

- Gobierno de Luis Echeverría Álvarez (1970-1976)
  - (1970-1976): Eugenio Méndez Docurro

- Gobierno de José López Portillo (1976-1982)
  - (1976-1982): Emilio Mújica Montoya

- Gobierno de Miguel de la Madrid Hurtado (1982-1988)
  - (1982-1984): Rodolfo Félix Valdés
  - (1984-1988): Daniel Díaz Díaz

- Gobierno de Carlos Salinas de Gortari (1988-1994)
  - (1988-1993): Andrés Caso Lombardo
  - (1993-1994): Emilio Gamboa Patrón

- Gobierno de Ernesto Zedillo Ponce de León (1994-2000)
  - (1994): Guillermo Ortiz Martínez
  - (1994-2000): Carlos Ruiz Sacristán

- Gobierno de Vicente Fox Quesada (2000-2006)
  - (2000-2006): Pedro Cerisola y Weber

- Gobierno de Felipe Calderón Hinojosa (2006-2012)
  - (2006-2009): Luis Téllez Kuenzler
  - (2009-2011): Francisco Molinar Horcasitas
  - (2011-2012): Dionisio Pérez-Jácome Friscione

- Gobierno de Enrique Peña Nieto (2012-2018)
  - (2012-2018): Gerardo Ruiz Esparza

- Gobierno de Andrés Manuel López Obrador (2018-2024)
  - (2018-2020): Javier Jiménez Espriú
  - (2020-2021): Jorge Arganis Díaz Leal

### Secretaría de Infraestructura, Comunicaciones y Transportes
- Gobierno de Andrés Manuel López Obrador (2018-2024)
  - (2021-2022): Jorge Arganis Díaz Leal
  - (2022-2024): Jorge Nuño Lara

- Gobierno de Claudia Sheinbaum Pardo (2024-2030)
  - (2024-actual): Jesús Antonio Esteva Medina

## Biografía
- Quijano Torres, Manuel (2012). 200 años de Administración Pública en México - Los Gabinetes en México 1821-2012: Tomo III. México: Instituto Nacional de Administración Pública A.C. ISBN 978-607-9026-20-2. Archivado desde el original el 26 de enero de 2022. Consultado el 4 de octubre de 2021.